# Australië op het Eurovisiesongfestival 2024

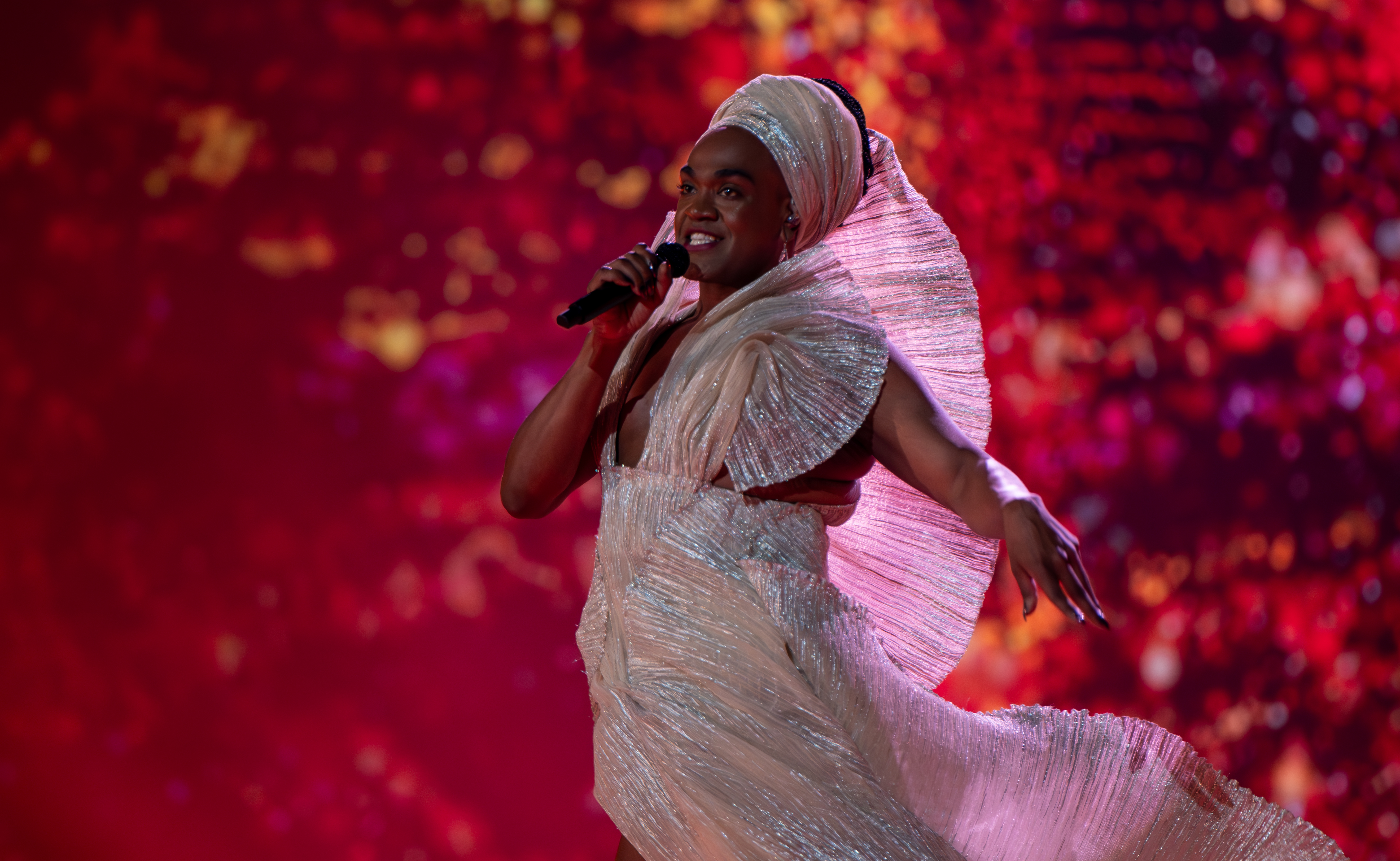
Electric Fields tijdens de show in Malmö

Australië nam deel aan het Eurovisiesongfestival 2024 in Malmö, Zweden. Het was de 9de deelname van het land op het Eurovisiesongfestival. SBS was verantwoordelijk voor de Australische bijdrage voor de editie van 2023.

## Selectieprocedure
Op 15 februari 2024 kondigde SBS aan dat de kandidaat voor Australië intern gekozen zou zijn, en dat het Australische nummer op 6 maart 2024 naar buiten zou komen. De keuze viel op de band Electric Fields, die in de nationale finale van 2020 al eens tweede geworden zijn met 2000 And Whatever. Het is het eerste nummer op het Songfestival dat tekst bevat met Yankunytjatjara dialect, afkomstig van de Aboriginals. 

## In Malmö
Australië kwam uit in de eerste halve finale op 7 mei 2024. Electric Fields zong na Fahree uit Azerbeidzjan, en voor Iolanda uit Portugal. De groep wist de finale niet te halen. Ze werden 11de in de halve finale met 6 punten minder dan de Servische kandidate. 
2015 · 2016 · 2017 · 2018 · 2019 · 2020 · 2021 · 2022 · 2023 · 2024 · 2025
Albanië · Armenië · Australië · Azerbeidzjan · België · Cyprus · Denemarken · Duitsland · Estland · Finland · Frankrijk · Georgië · Griekenland · Ierland · IJsland · Israël · Italië · Kroatië · Letland · Litouwen · Luxemburg · Malta · Moldavië · Nederland · Noorwegen · Oekraïne · Oostenrijk · Polen · Portugal · San Marino · Servië · Slovenië · Spanje · Tsjechië · Verenigd Koninkrijk · Zweden · Zwitserland